# Intervento (diritto)
L'intervento, nel diritto processuale civile italiano, è un istituto con il quale un terzo entra come parte in un giudizio già instaurato fra altri soggetti. Può essere volontario, a istanza di parte o coatto per ordine del giudice.

## Intervento volontario
L'intervento volontario (ex art. 105 c.p.c) può essere principale, litisconsortile o adesivo.
Può altresì intervenire per sostenere le ragioni di alcuna delle parti, quando vi ha un proprio interesse.»
(art.105 c.p.c)
Quindi per intervenire il terzo deve essere titolare di un diritto connesso, con il diritto oggetto del giudizio, per oggetto o titolo ossia per sostenere le ragioni di una delle parti.
L'intervento si dice principale quando il terzo afferma un diritto proprio in contrasto sia con l'attore, sia col convenuto. Quindi in tale caso il terzo fa valere un'autonoma domanda in contrasto con tutte le parti.
L'intervento si dice litisconsortile o adesivo autonomo quando il terzo fa valere un diritto autonomo, ma in realtà assume una posizione uguale o parallela a quella di una delle parti.
L'intervento si dice adesivo dipendente o semplice quando il terzo sostiene le ragioni di una parte, es sub-locazione.
Nel caso di intervento principale e litisconsortile, l'interventore conserva tutti i poteri della parte. Solo che nell'intervento principale il suo diritto lo fa valere nei confronti di tutte le parti, mentre nell'intervento litisconsortile fa valere il suo diritto nei confronti di alcune parti. A differenza dei due tipi di interventi in quello adesivo dipendente l'interventore non conserva tutti i poteri delle parti, infatti non può:
- influire sul thema decidendum;
- influire sullo svolgimento del processo;
- opporre eccezioni in senso stretto;
- impugnare la sentenza;
- compiere atti che implicano disposizione del diritto sostanziale.

In compenso può:
- articolare le prove;
- produrre documenti;
- opporre eccezioni in senso ampio.

## Intervento coatto

### A istanza di parte
Questo tipo d'intervento lo si attiva attraverso la citazione in giudizio ed è così disciplinato:
(Art. 106 c.p.c. - Intervento su istanza di parte)
La norma quindi prescinde dalla motivazione, che può pure non sussistere, e si limita a legittimare una parte nell'esercizio della chiamata in causa. Le ragioni che possono spingere una parte alla chiamata in causa sono le stesse, grosso modo, che spingono il terzo ad intervenire spontaneamente, ma più genericamente a far ricadere gli effetti del provvedimento anche in capo a questi.
L'intervento coatto a istanza di parte quindi può essere per ragioni di:
Comunanzaqualora il terzo sia titolare di un diritto connesso per oggetto o titolo al diritto oggetto del giudizio
Garanzia
- reale
- propria
- impropria

La garanzia reale e propria ha fondamento della legge o nel contratto. Quella impropria deriva dalla concatenazione economica dei rapporti.
È importante distinguere tra garanzia propria e impropria ai fini dell'art. 108 c.p.c. dato che nella garanzia propria il rapporto tra garantito, garante e parte è unico a norma dell'art. 108 c.p.c. Se il garante si costituisce e compare in luogo del garantito quest'ultimo può chiedere al giudice, se nessuna parte si oppone, di essere estromesso. Nella garanzia impropria questo non lo può fare.

### Intervento coatto per ordine del giudice
L'intervento coatto per ordine del giudice è simile a quello a istanza di parte, dato che oltretutto in realtà non è il giudice che chiama direttamente il terzo, ma fa gravare l'onere sulle parti già costituite stabilendo che in mancanza non giudicherà, pena estinzione del processo e cancellazione del ruolo (ex 270 c.p.c.).
È disciplinato dall'art. seguente:
(Art. 107 c.p.c. - (Intervento per ordine del giudice))
quindi quando il giudice ritiene "opportuno" (e qui l'opportunità la stabilisce il giudice) che la causa sia comune al terzo, ne ordina l'intervento. Comune vuol dire che il terzo è titolare di un diritto connesso per oggetto o titolo al diritto dedotto in giudizio.
La comunanza si estende a tre tipi di rapporti:
rapporti alternativi
i rapporti in cui se esiste l'uno non può esistere l'altro e viceversa (es: contestazione della legittimazione passiva);
rapporti pregiudiziali
oggetto del giudizio è il rapporto dipendente, e si fa intervenire anche il titolare del rapporto pregiudiziale;
rapporti dipendenti
oggetto del giudizio è il rapporto pregiudiziale e si fa intervenire anche il rapporto dipendente.